# قارچ‌های مخرب چوب

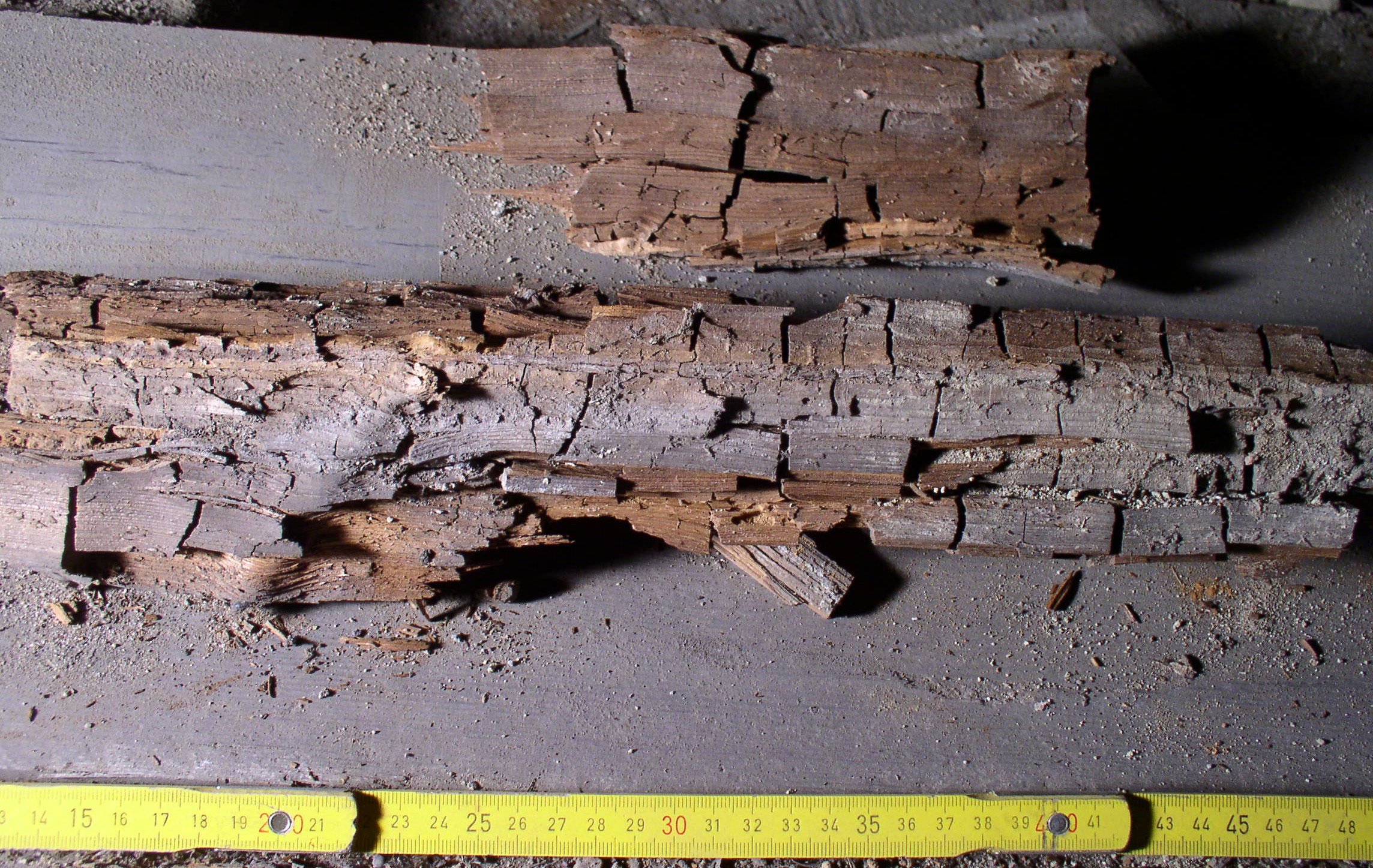
پوسیدگی ایجادشده توسط قارچ اصلی پوسیدگی خشک.

قارچ‌های مخرب چوب یا قارچ‌های پوسیده‌کننده چوب، انواعی از قارچ‌ها هستند که از چوب مرطوب تغذیه کرده و باعث پوسیدگی آن می‌شوند.
در این فرایند، ترکیباتی مانند سلولز، که محصول فعالیت درخت و از طریق عمل فتوسنتز ساخته شده‌است به مواد کوچک‌تری تبدیل می‌شود و به شکل‌های مختلف به خاک و هوا برمی‌گردند.
قارچ‌های پوسیده‌کننده چوب از کربن موجود در ترکیبات دیواره چوبی مانند سلولز، همی‌سلولز و لیگنین استفاده می‌کنند. این قارچها همچنین هیدروژن مورد نیاز خود را برای تولید انرژی از ترکیبات آلی چوب تهیه می‌کنند. قارچ‌های چوب یا پارازیت هستند و روی بافت درخت زنده رشد می‌کنند یا گَندروی (ساپروفیت) هستند و روی چوب درخت غیر زنده رشد می‌کنند. پارازیت‌ها ممکن است پس از قطع درخت نیز بر روی جسد درخت تأثیر بگذارند. قارچهای مخرب چوب در مراحل اولیه پوسیدگی از قندها و دیگر ترکیبات موجود در سلول‌های پارانشیمی چوب استفاده می‌کنند که معمولاً فقط در برون‌چوب وجود دارد. وجود مواد غذایی محلول در چوب، آن را بیشتر مستعد تخریب به وسیله قارچ‌های عامل پوسیدگی نرم و باکتری‌ها در هنگام قرار گرفتن چوب در تماس با سطح زمین می‌کند.

## قارچ عامل پوسیدگی قهوه‌ای
قارچ‌های عامل پوسیدگی قهوه‌ای سوزنی‌برگان را بیشتر تخریب می‌کنند. این قارچها سلولز و همی‌سلولز را تخریب کرده و لیگنین تحت تأثیر هوا اکسید شده و تغییر رنگ می‌دهد و سطح چوب به شکل مکعب‌هایی قهوه‌ای رنگ و شکننده درمی‌آید. این قارچ‌ها از رده قارچ‌های چتری (بازیدیومیست‌ها) هستند که از کربوهیدرات‌هایی مانند سلولز و همی‌سلولزها موجود در دیواره سلولی طی فرایندهای آنزیمی و غیر آنزیمی استفاده کرده و لیگنین را معمولاً از بین نمی‌برند، به این دلیل رنگ چوب تخریب شده با این قارچها به رنگ قهوه‌ای در می‌آید. قارچهای عامل پوسیدگی قهوه‌ای آنزیمی برای تخریب لیگنین تولید نمی‌کنند. هرچند که تولید آنزیمهای منگنز پروکسیداز و لیگنین پروکسیداز و کاهش یا هضم لیگنین توسط قارچهای مولد پوسیدگی قهوهای گزارش شده‌است. خصوصاً در مراحل پایانی پوسیدگی، مشاهده شده‌است که لایه بین سلولی بسیار لیگنینی شده، مورد حمله قرار گرفتند. همچنین نفوذ ریسه‌ها به داخل دیواره سلولی، تخریب لیگنین را در پی دارد.

## قارچ عامل پوسیدگی نرم
قارچ‌های عامل این نوع پوسیدگی در بین قارچ‌های چتری و قارچهای ناقص قرار می‌گیرند و به دلیل اینکه سطح چوب نرم و پنیری می‌شود تحت عنوان پوسیدگی نرم شناخته می‌شود. نوع تخریب به وسیله قارچهای عامل این پوسیدگی فرسایش در حفره لومن و ایجاد حفره در دیواره سلولی است که بستگی به پهن‌برگ یا سوزنی‌برگ بودن چوب دارد. در تخریب به وسیله این قارچها، ابتدا ریسه‌ها به داخل دیواره ثانویه نفوذ کرده و شاخه‌های را تشکیل می‌دهد که در راستای میکروفیبریل‌های سلولز در لایه اس۲ رشد می‌کند. تخریب آنزیمی این لایه در اطراف ریسه‌های رشد کرده حفرات مخروطی شکلی را ایجاد می‌کند. در مراحل پیشرفته تخریب لایه ثانویه کاملاً تخریب می‌شود.

## قارچ عامل پوسیدگی سفید
پوسیدگی سفید به مفهوم تخریب سلولز، همیسلولز و لیگنین است که معمولاً بوسیله قارچ‌های چتری و به ندرت توسط قارچ‌های کیسه‌ای (آسکومیستهایی) مانند Kretzschmaria deusta و Xylaria hypoxylon ایجاد میگردد. در این نوع قارچها، اگر سرعت تخریب لیگنین بیشتر از سلولز و همی‌سلولز باشد، نوع پوسیدگی را پوسیدگی انتخابی می‌نامند. سری دیگر از قارچهای عامل پوسیدگی سفید که سرعت تخریب ترکیبات چوب به وسیله آن‌ها تقریباً یکسان است در دسته‌قارچ‌های عامل پوسیدگی غیر انتخابی قرار می‌گیرند. در هر دوی این نوع پوسیدگی‌ها دیواره سلولی به تدربج از حفره سلولی تخریب می‌شود.  عناوینی مانند پوسیدگی شان عسلی و پوسیدگی جیبی مربوط به قارچ‌های عامل پوسیدگی سفید می‌باشد که در اثر آن تجزیه لیگنین و سلولز به صورت پی در پی انجام می‌شود.